# رجا رافع
رجا رافع (عربی: رجا رافع؛ زادهٔ ۱ مهٔ ۱۹۸۳) یک ورزشکار اهل سوریه است.
از باشگاه‌هایی که در آن بازی کرده‌است می‌توان به باشگاه ورزشی العربی کویت، باشگاه فوتبال الشرطه دمشق، باشگاه فوتبال الوحده عربستان سعودی، باشگاه ورزشی النجمه لبنان، باشگاه ورزشی الوحده سوریه، و تیم ملی فوتبال سوریه اشاره کرد.
وی همچنین در تیم ملی فوتبال سوریه بازی کرده است.